# Цвіков
Цвіков (чеськ. Cvikov) — місто на півночі Чехії, в окрузі Чеська Липа Ліберецького краю.
Населення — близько 4500 осіб (2012).

## Історія
Перше поселення існувало тут по обидва боки річки Боберски вже в XIII столітті. У 1342 згадується під назвою Цвікая в складі папської десятини. У 1352 з'явилися перші письмові згадки про парафіяльний костел св. Єлизавети. У XIV столітті тут активно розвивались ремесла і торгівля.
У 1634 майже все місто згоріло. У 1680 після епідемії чуми відбулося велике селянське повстання, в якому взяло участь близько 1200 чоловік. У 1697 на головній площі міста був побудований чумний стовп з пісковика, який згодом був перенесений в костел. В 1847 побудована нова каплиця, в якій знаходяться статуї Діви Марії, Іоана Богослова та Марії Магдалини. 
У XIX столітті на площі було споруджено ратушу.

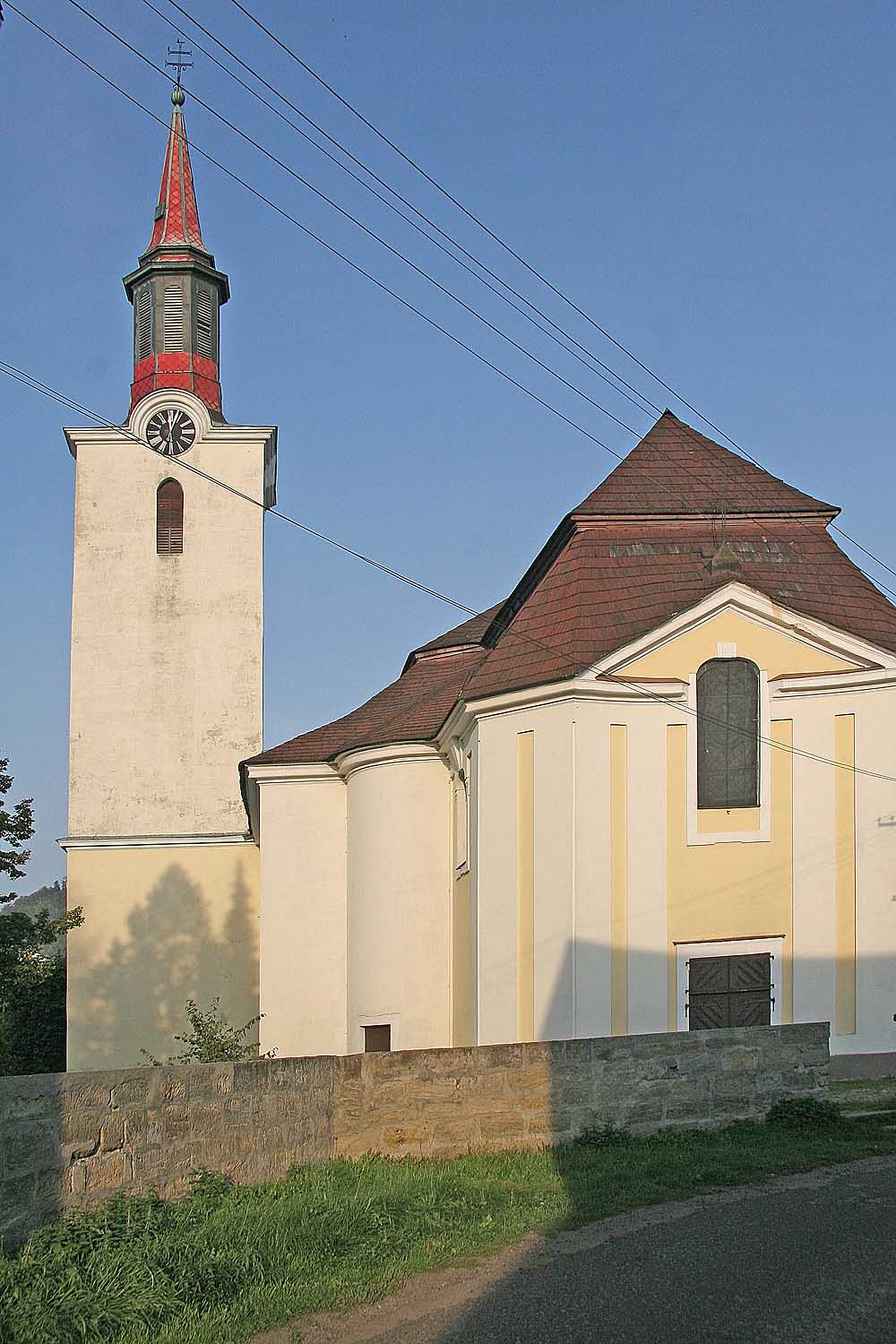
Костел Святої Єлизавети

Під час Другої світової війни на місцевій текстильній фабриці вироблялися тканини для парашуів. 
Поруч з містом діяли групи Руху опору.

## Посилання

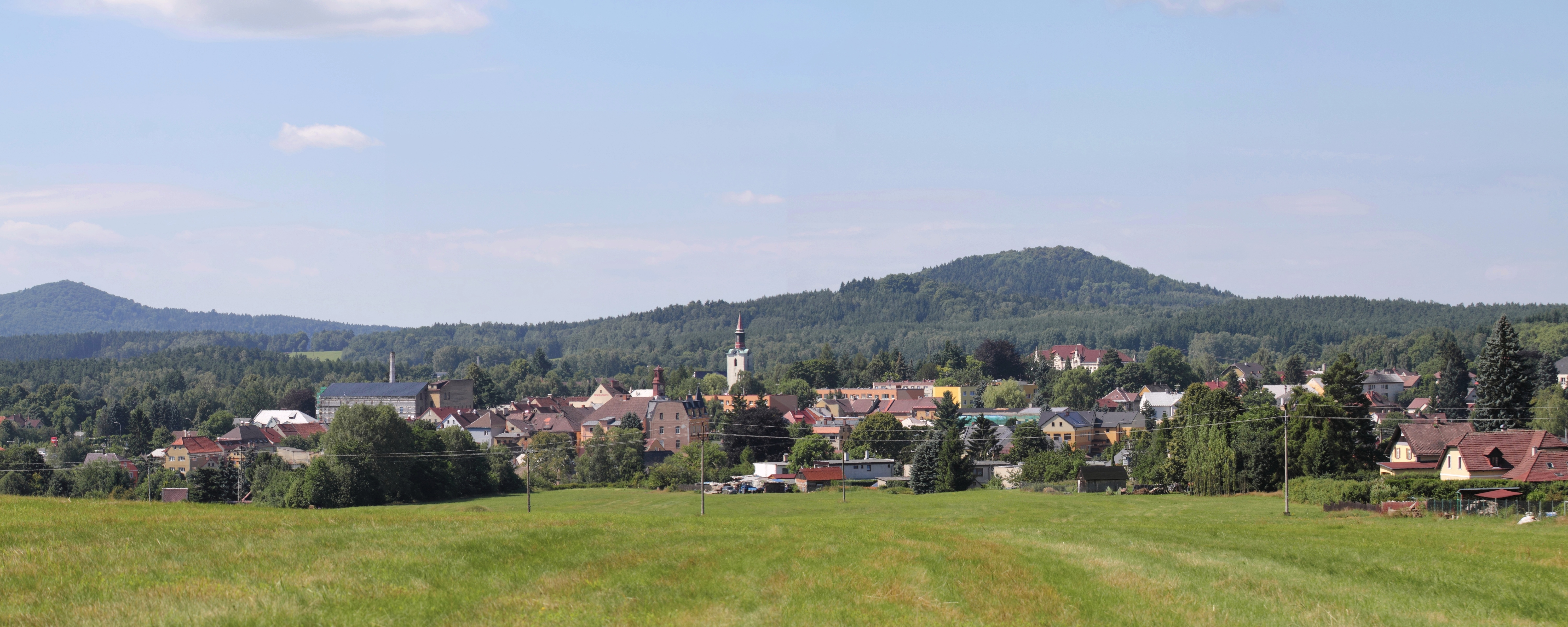
Панорама Цвікова з північного заходу

## Населення
| Рік  | Чисельність | Чисельність |
| ---- | ----------- | ----------- |
| 1869 | 8271        | [ 5 ]       |
| 1880 | 8500        | [ 5 ]       |
| 1890 | 8788        | [ 5 ]       |
| 1900 | 9067        | [ 5 ]       |
| 1910 | 8530        | [ 5 ]       |
| 1921 | 7365        | [ 5 ]       |
| 1930 | 7477        | [ 5 ]       |

| Рік  | Чисельність | Чисельність |
| ---- | ----------- | ----------- |
| 1950 | 4512        | [ 5 ]       |
| 1961 | 4177        | [ 5 ]       |
| 1970 | 4224        | [ 5 ]       |
| 1980 | 4518        | [ 5 ]       |
| 1991 | 4327        | [ 5 ]       |
| 2001 | 4449        | [ 5 ]       |
| 2014 | 4405        | [ 6 ]       |

| Рік  | Чисельність | Чисельність |
| ---- | ----------- | ----------- |
| 2016 | 4427        | [ 7 ]       |
| 2017 | 4427        | [ 8 ]       |
| 2018 | 4475        | [ 9 ]       |
| 2019 | 4484        | [ 10 ]      |
| 2020 | 4509        | [ 11 ]      |
| 2021 | 4503        | [ 12 ]      |
| 2021 | 4334        | [ 13 ]      |

| Рік  | Чисельність | Чисельність |
| ---- | ----------- | ----------- |
| 2022 | 4479        | [ 14 ]      |
| 2023 | 4577        | [ 15 ]      |
| 2024 | 4558        | [ 16 ]      |
| 2025 | 4534        | [ 3 ]       |

| Рік  | Чисельність | Чисельність |
| ---- | ----------- | ----------- |
| 1869 | 8271        | [ 5 ]       |
| 1880 | 8500        | [ 5 ]       |
| 1890 | 8788        | [ 5 ]       |
| 1900 | 9067        | [ 5 ]       |
| 1910 | 8530        | [ 5 ]       |
| 1921 | 7365        | [ 5 ]       |
| 1930 | 7477        | [ 5 ]       |

| Рік  | Чисельність | Чисельність |
| ---- | ----------- | ----------- |
| 1950 | 4512        | [ 5 ]       |
| 1961 | 4177        | [ 5 ]       |
| 1970 | 4224        | [ 5 ]       |
| 1980 | 4518        | [ 5 ]       |
| 1991 | 4327        | [ 5 ]       |
| 2001 | 4449        | [ 5 ]       |
| 2014 | 4405        | [ 6 ]       |

| Рік  | Чисельність | Чисельність |
| ---- | ----------- | ----------- |
| 2016 | 4427        | [ 7 ]       |
| 2017 | 4427        | [ 8 ]       |
| 2018 | 4475        | [ 9 ]       |
| 2019 | 4484        | [ 10 ]      |
| 2020 | 4509        | [ 11 ]      |
| 2021 | 4503        | [ 12 ]      |
| 2021 | 4334        | [ 13 ]      |

| Рік  | Чисельність | Чисельність |
| ---- | ----------- | ----------- |
| 2022 | 4479        | [ 14 ]      |
| 2023 | 4577        | [ 15 ]      |
| 2024 | 4558        | [ 16 ]      |
| 2025 | 4534        | [ 3 ]       |

|  |